# Uperoleia crassa
Uperoleia crassa és una espècie de granota que viu a Austràlia.